# Il giro di boa
Il giro di boa è un romanzo di Andrea Camilleri, pubblicato nel 2003 dalla casa editrice Sellerio.
È il settimo romanzo della serie dedicata al Commissario Montalbano. Il romanzo ha una precisa ambientazione temporale, a differenza di molti altri della serie di Montalbano: si apre, infatti, con una forte invettiva contro una certa parte delle forze dell'ordine italiane, colpevoli, nelle parole del protagonista del romanzo, di aver infangato il nome della Polizia nella gestione dei fatti del G8 di Genova (luglio 2001), in particolare il commissario fa riferimento all'irruzione nella scuola Diaz.
La vicenda è stata sceneggiata come episodio della serie televisiva Il commissario Montalbano, con lo stesso titolo, trasmesso per la prima volta su Rai 1 il 22 settembre 2005.

## Trama
Il commissario Montalbano, sconcertato dai comportamenti della polizia e dalla politica italiana in merito ai fatti del G8 di Genova, prende la decisione di dimettersi dalla sua carica, anche se i suoi colleghi disapprovano la cosa. Nel frattempo però si impiglia in un nuovo caso: trova un cadavere mentre fa la consueta nuotata nelle acque di Marinella.
Il cadavere appare in condizioni tali che il commissario, anche in base al parere di un suo amico marinaio, dubita che sia morto veramente affogato.
Per vari motivi il momento della presentazione delle dimissioni viene sempre rimandato. Nel frattempo Montalbano ha occasione di prendere parte ad un'operazione di smistamento ai centri di raccolta di extracomunitari arrivati da chissà dove. 
Montalbano insegue e porta indietro un ragazzo che cercava di fuggire, notando però che questi voleva inspiegabilmente fuggire da sua madre. 
Qualche giorno dopo Montalbano scopre che quel bambino è stato investito, secondo lui volontariamente, mentre scappava dalla zona di una delle “città abusive” createsi da poco: Spigonella. I due casi sembrano separati finché l'amica Ingrid, svedese bella e sessualmente disinvolta, continua tentazione per Montalbano, non vede una delle ricostruzioni del viso del morto annegato e lo riconosce come un suo ex, e dà al commissario gli elementi fondamentali per risolvere il caso. In seguito si scopre che l'assassino del morto e del ragazzo sono la stessa persona. Un capo mafioso tunisino che si voleva "vendicare" per ciò che ha fatto l'uomo affogato e per ciò che ha fatto il ragazzo. Egli viene ucciso da Montalbano.

## Edizioni
- Andrea Camilleri, Il giro di boa, collana La memoria 570, Sellerio Editore, 2003,  p. 269, ISBN 88-389-1860-0.